# KinKi Single Selection
KinKi Single Selection是日本二人組合近畿小子的第1張單曲精選專輯。於2000年5月17日由傑尼斯娛樂唱片公司發行。

## 解說
本專輯在1997年的CD出道後約3年推出，收錄了到此為止推出過的9張單曲A面曲，是KinKi Kids的第1張單曲精選專輯。
單是首批銷量已經超越了70萬張，以累積銷量計算是KinKi Kids的專輯中最高銷量的一張作品。初回版隨碟附送一本特製的寫真集。由於歌詞本是另外分開的，所以採用了CD盒和歌詞一併放在一個特製紙盒的包裝。而且封面使用的照片經過特別加工，會因應檢視角度而呈現不同樣子。據說用作CD封面的照片是他們在不知情的情況下被拍下的。雖然不知道是否因為在工作繁忙時推出無暇拍攝而選用了舊照片，還是特意地選出一張自然的照片，不過堂本光一在自己主持的富士電視台音樂節目『新堂本兄弟』上說過「其實（工作人員們）可以用一張比較好的啊」。不知是否這個原因，於2004年推出的第二張單曲精選專輯『KinKi Single Selection II』封面照片是全新拍攝的。
本專輯基本上會收錄過往單曲的所有A面曲，但當時最新的一張單曲「越來越喜歡 越來越愛／KinKi充滿幹勁之歌」卻有例外，只收錄了第1首歌「越來越喜歡 越來越愛」。取而代之是收錄了本專輯第1首歌的純音樂歌曲。不過由於KinKi Kids二人並沒有參與製作這首歌曲，歌曲似乎是一種序言的形式存在。至於真正沒有收錄「KinKi充滿幹勁之歌」的原因，一般認為因為以樂曲作為動畫歌曲的身份，歌詞內容明顯地比其他歌曲不同。而且以發售次序來排列的話，這首歌就會成為了專輯的最後一曲。由於以這首歌曲作結不太合適，所以特意地抽出來不被收錄的可能性較高。結果實際上，由於沒被本專輯收錄，這首歌截至現時為止只作過單曲收錄曲。雖然在2004年例外地單曲「越來越喜歡 越來越愛／KinKi充滿幹勁之歌」作第二次翻印，不過由於製作量少及不至於大受歡迎，所以即使現在購入這張單曲並不比以前來得容易。
歌詞本方面首次使用了紅色字代表光一歌唱部份；藍色字代表剛歌唱部分；黑色字代表二人合唱部份。唯一在歌曲「青之時代」上因為全曲都由二人合唱而只使用黑色字標示。另外，在歌詞本的後部刊出了自出道到專輯發售為止，KinKi Kids的活動記錄及唱片記錄。至於4年後推出的『KinKi Single Selection II』就記載了本專輯發售後至該專輯發售期間的活動內容。
在本專輯收錄的樂曲，由於沒有進行過為了在專輯收錄而設的重新錄音，所以所有樂曲的音質並沒有被特別提高。而且歌曲間的音量大小也有著些微的差別。
在本專輯推出後的兩個月，推出了除純音樂外收錄曲目一樣的單曲精選卡拉OK專輯『KinKi KaraoKe Single Selection』。基本上是本專輯內收錄曲目除掉人聲的純音樂版本，是一張純為卡拉OK而設的專輯。
至於專輯的名字，若果只取第一個字來作縮略的話就會是「KiSS」，是一般歌迷對這張專輯的暱稱。

## 收錄歌曲
1. Theme of KinKi Kids '00
  - 作曲：長岡成貢
  - 編曲：長岡成貢
  - 旁白：Lonnie Hirsch
2. 玻璃少年（硝子の少年）
  - 作曲：山下達郎
  - 作詞：松本隆
  - 編曲：山下達郎
3. 被愛不如愛人（愛されるより　愛したい）
  - ※KinKi Kids二人參與演出的日本電視台連續劇『我們的勇氣 未滿都市』主題曲。
  - 作曲：馬飼野康二
  - 作詞：森　浩美
  - 編曲：CHOKKAKU
  - 和音編排：岩田雅之
4. 雲霄飛車羅曼史（Jetcoaster Romance；）
  - ※KinKi Kids參與演出的日本全日空航空公司廣告『'98 Paradise 沖繩』主題曲。
  - 作曲：山下達郎
  - 作詞：松本　隆
  - 編曲：船山基紀
5. 擁抱全部（全部だきしめて）
  - ※KinKi Kids參與演出的富士電視台音樂節目『LOVE LOVE我愛你』主題曲。
  - 作曲：吉田拓郎
  - 作詞：康　珍化
  - 編曲：武部聰志
6. 青春時代（青の時代）
  - ※堂本剛參與演出的東京放送連續劇『青之時代』主題曲。
  - 作曲：canna
  - 作詞：canna
  - 編曲：新川　博
7. Happy Happy Greeting
  - ※KinKi Kids參與演出的Panasonic廣告『數碼攝錄機』主題曲。
  - 作曲：山下達郎
  - 作詞：松本　隆
  - 編曲：山下達郎
8. Cinderella Christmas（シンデレラ・クリスマス）
  - 作曲：谷本　新
  - 作詞：松本　隆
  - 編曲：長岡成貢
9. 不要停止的純真（やめないで，PURE）
  - ※堂本剛參與演出的日本電視台連續劇『為了與你的未來～I'll be back～』主題曲。
  - 作曲：筒美京平
  - 作詞：伊達　步
  - 編曲：WACKY KAKI
10. Flower（フラワー）
  - ※KinKi Kids參與演出的日本全日空航空公司廣告『'99 Paradise 沖繩』主題曲。
  - 作曲：HΛL、音妃
  - 作詞：HΛL
  - 編曲：船山基紀
  - 和音編排：松下　誠
11. 雨的旋律（Melody）
  - 作曲：坂井秀陽、武藤敏史
  - 作詞：康　珍化
  - 編曲：有賀啟雄
12. to Heart
  - ※堂本剛參與演出的東京放送連續劇『to Heart～至死不渝～』主題曲。
  - 作曲：宮崎　步
  - 作詞：久保田洋司、E.Komatsu
  - 編曲：CHOKKAKU
13. 越來越喜歡　越來越愛（好きになってく　愛してく）
  - ※KinKi Kids參與演出的富士電視台音樂節目『LOVE LOVE我愛你』第2代主題曲。
  - 作曲：堂本光一
  - 作詞：堂本　剛
  - 編曲：武部聰志